# Tilly, Indre
Tilly är en kommun i departementet Indre i regionen Centre-Val de Loire i de centrala delarna av Frankrike. Kommunen ligger i kantonen Bélâbre som tillhör arrondissementet Le Blanc. År 2022 hade Tilly 138 invånare.

## Befolkningsutveckling
Antalet invånare i kommunen Tilly
Referens:INSEE